# Ji'an (Jiangxi)
Ji'an (cinese: 吉安; pinyin: Jí'ān) è una città-prefettura della Cina nella provincia dello Jiangxi.

## Suddivisioni amministrative
- Distretto di Jizhou
- Distretto di Qingyuan
- Jinggangshan
- Contea di Ji'an
- Contea di Yongfeng
- Contea di Yongxin
- Contea di Xingan
- Contea di Taihe
- Contea di Xiajiang
- Contea di Suichuan
- Contea di Anfu
- Contea di Jishui
- Contea di Wan'an